# Jane Sixsmith
Jane Sixsmith, född den 5 september 1967 i Sutton Coldfield, Storbritannien, är en brittisk landhockeyspelare.
Hon tog OS-brons i damernas landhockeyturnering i samband med de olympiska landhockeytävlingarna 1992 i Barcelona.